# Jiro Hiratsuka
Jiro Hiratsuka (平塚 次郎 Hiratsuka Jiro?), född 2 december 1979 i Saitama prefektur, är en japansk före detta fotbollsspelare.
Hiratsuka började sin karriär 1998 i Shonan Bellmare (Shonan Bellmare). 2001 flyttade han till Jatco. Han avslutade karriären 2003.